# مگس‌های اکراسی
مگس‌های اکراسی (نام علمی: Athericidae) نام یک تیره از زیرراسته کوتاه‌شاخکان است.